# Guillermo de Podio
Guillermo de Podio (fl. 2.ª mitad siglo XV), fue un clérigo, músico y tratadista musical español. Conocido también con el nombre latino, Guillermus de Podio, con el que firma su tratado, y como Guillermo de Puig o Despuig, Podio fue uno de los tratadistas musicales hispánicos más influyentes en la teoría musical de su época y en los autores que le siguieron durante el siglo XVI y hasta el XVIII.

## Vida
Se desconoce su lugar de nacimiento, pero es plausible pensar que fue Tortosa o la ciudad de Valencia. Su identidad ha estado también llena de confusiones y se han establecido varias hipótesis. Se ha especulado con que podría corresponderse con la de un tal «Guillermo Molins Despuig», que fue beneficiado maestro de canto de la Catedral de Barcelona y capellán de Juan II de Aragón en 1474. Otros han preferido identificar al personaje con «Guillermo de Puig» que estuvo activo como beneficiado de la iglesia de Santa Catalina de Alcira entre 1479 y 1488. Más certezas nos da el hecho de que el 15 de julio de 1489, «mosén Podio», presbítero y maestro de canto, actuaba como perito visitador del órgano que se estaba construyendo en la iglesia de Santo Tomás de Valencia.: 7  Las recientes aportaciones documentales de Francesc Vilanueva, permiten confirmar que Guillermo Molins Despuig y Guillermo de Podio son la misma persona.

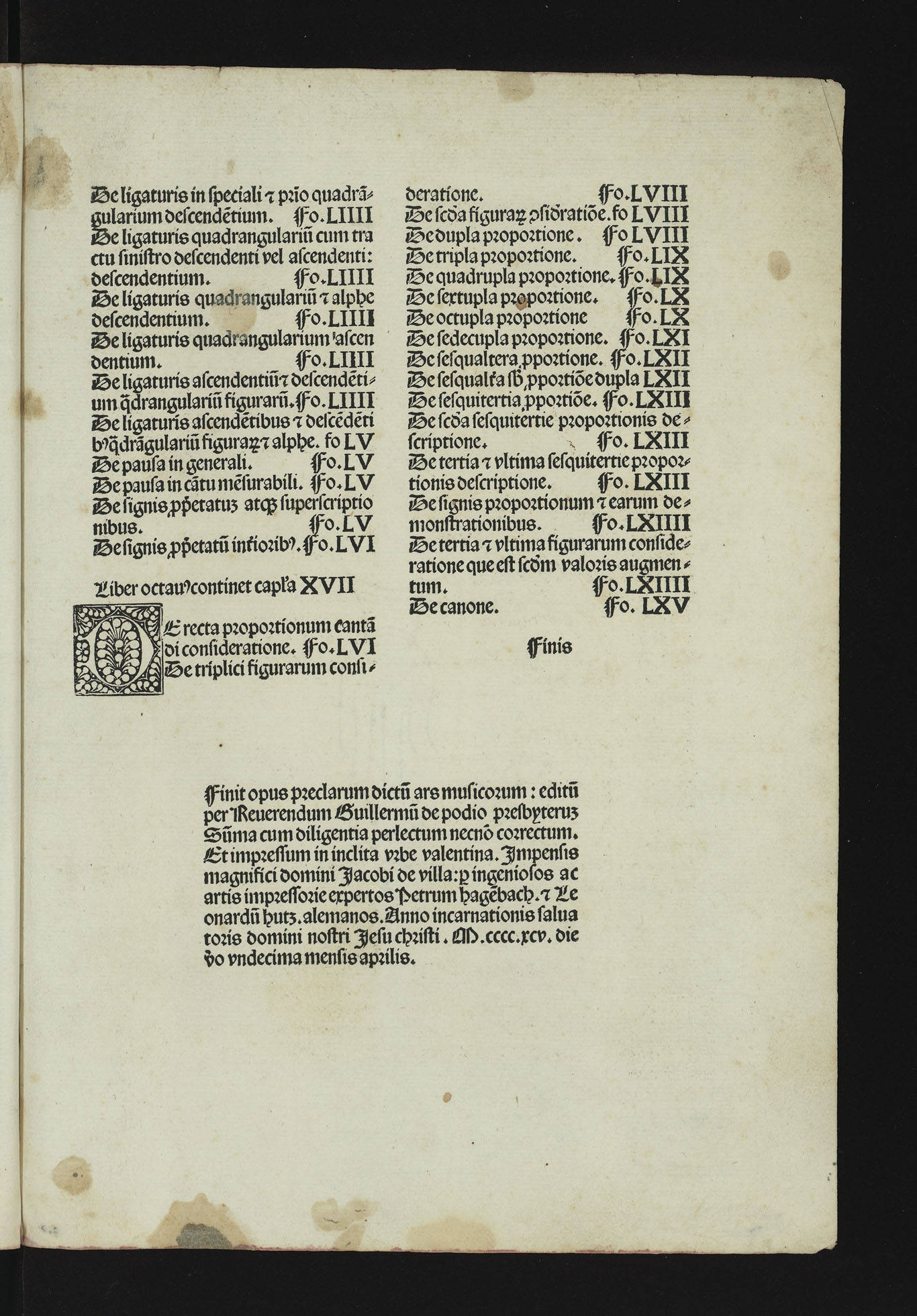
Colofón (fol. [68]r) del tratado Ars musicorum de Guillermo de Podio, impreso en Valencia por Pere Hagenbach y Leonard Hutz en 1495 (11 de abril).

## Obra
Guillem Despuig es el autor del tratado Ars musicorum, publicado en Valencia en 1495 (11 de abril) por el taller de Pere Hagenbach y Leonard Hutz, y de otro tratado inédito con el título Enchiridion de principiis musice discipline contra negantes illa et destruentes, conservado manuscrito en el fondo del Museo Internazionale e Biblioteca della Musica de Bolonia, y dos breves escritos teóricos conservados en ese mismo manuscrito. El primero comienza con Cinco son las figuras de canto de órgano, y el segundo con Canto es movimiento de voces concordante. También se conoce, del mismo Podio, un breve tratado en catalán, igualmente dedicado al canto mensural.
Su obra más conocida, el tratado Ars musicorum, escrito íntegramente en latín, está dedicada a Alfonso de Aragón, obispo de Tortosa. La obra, dividida en ocho libros, tiene una ambición enciclopédica y trata temas como el canto llano, el contrapunto y la polifonía. Es el primer tratado teórico hispánico impreso que aborda la música polifónica.